# Splügen (Rheinwald)
Splügen (rm. Spleia) – miejscowość w gminie Rheinwald w Szwajcarii, w kantonie Gryzonia, w regionie Viamala. Do 31 grudnia 2018 samodzielna gmina. 

## Historia
1 stycznia 2006 do Splügen przyłączono gminę Medels im Rheinwald.